# 久留里
久留里（くるり）は千葉県君津市の内陸部にある大字。房総半島の中央部、小櫃川の中流に位置し、江戸時代の久留里藩の城下町として、また近年は名水の里としても知られ、2008年6月、環境省から平成の名水百選に選定された。

## 地理
大字久留里は、久留里城の本丸及び二の丸が築かれた丘陵を中心に西麓の三の丸と北側の安住（あんじゅう）地区とからなる。安住地区は久留里市場の上町及び新町に隣接し、これらと一体の市街地を形成している。これに対して三の丸地区は、東へ大きく蛇行する小櫃川（旧流路）が丘陵を穿った急崖によって城下町とは切り離された南の段丘上に位置する。典型的な山城である本丸・二の丸に対して、江戸時代中期に入封した黒田直純は日常の機能を山麓の三の丸に集中させ藩の支配の中心とした。内堀に囲まれた三の丸の外側、北の腰曲輪と西の外曲輪には侍屋敷が置かれたが、ここは「久留里」地籍には属さず、「浦田」地籍（1889年までの浦田村）に属する。大手門は北の城下町（久留里市場）ではなく、外曲輪から西の浦田村の方に開いていた。商業地区を中心として市街地を形成している久留里市場及び安住地区に対して、三の丸及び腰曲輪、外曲輪の多くの部分が廃藩後は農地となっており、城下町としての景観はほとんど残されていない。
久留里城には「雨城」・「霧降城」という別名があるが、水の豊富な城として知られていた。久留里城下は清澄山系に降る大量の雨を背景に豊富な地下水に恵まれ、江戸時代末期から明治初期にかけてこの地域で改良が加えられた井戸掘りの工法である上総掘りによって掘られた掘り抜き井戸が多く分布し、この水を利用して酒造業が立地している。近年はこの水を観光資源として、「名水の里」であることが宣伝されている。また、この地方に自生するクロモジを材料に、藩士の内職として始まったとされる「雨城楊枝」が県の伝統的工芸品に指定されている。
大字久留里は久留里城を含む武家屋敷地区であり、市街地は旧城下町の商業地区である久留里市場と繋がっている。久留里を冠称する大字は久留里市場の他に久留里大谷・久留里大和田がある。また明治22年（1889年）の町村制施行に際して、この久留里市街地を中心に周辺の村々を合併して成立した旧・久留里町（1889年～1954年）の区域を「久留里地域」と呼ぶこともある。

### 久留里市場
久留里市場は、久留里街道（国道410号）に沿って南（小櫃川上流側）から上町・仲町・下町、また上町から東（大多喜）方面へ向かう街道（千葉県道32号大多喜君津線）沿いの新町からなる。現在の国道や県道とは一部にルートの一致しないところがあるが、久留里街道（姉崎や五井（ともに市原市）から）や大多喜からの街道のほか、木更津からの街道、鹿野山を経て佐貫（富津市）と結ぶ街道、清澄山を経て天津（あまつ、鴨川市）と結ぶ街道などが集まり、さらに仲町付近では小櫃川に河岸が設けられて木更津港との間に舟運が開かれ（ただし、灌漑用水の必要がなく水量の確保できた秋～春に限られる）、房総半島中央部の交通の要衝に位置していた。そのため、廃藩後も小櫃川上中流地域の商業中心地として栄え、明治中期から昭和初期には3日と8日の「三八の市」が定期的に開かれた。昭和初期以降、定期市は衰退するが、現在も久留里街道沿いに商店街が形成されている。明治32年（1899年）には地元資本により久留里銀行が設立される（現千葉銀行久留里支店）など、地域の経済の中心としての役割も果たしてきた。なお、地籍上の「久留里市場」は、以上の市街地から南東の丘陵部にまで及ぶ。

## 歴史
この地域は、古代には上総国望陀郡に属していた。久留里の地名は戦国期から見られるという。
室町時代中期、上総の戦国大名として成長しつつあった上総武田氏の武田信長によって久留里城が築かれ、同氏の分流である真里谷氏の擁立した小弓公方の勢力圏内にあったが、天文7年（1538年）の第1次国府台合戦により里見義堯が掌握するところとなり、里見氏の上総における拠点となった。同合戦の後、相模小田原の北条氏の勢力が房総に及ぶと、里見氏は久留里城を最前線として北条氏と対峙した。天正18年（1590年）、豊臣秀吉による小田原征伐への遅参・惣無事令違反により上総全域および下総南部が里見氏から没収され徳川家康に与えられると、それまでとは逆に安房一国を安堵された里見氏に対する徳川氏の最前線として大須賀忠政、次いで慶長7年（1602年）には土屋忠直が入封した。慶長19年（1614年）、大久保忠隣失脚に連座した里見忠義が安房一国を没収されて伯耆倉吉に転封となったために、久留里城の「最前線」としての意義は失われた。
大須賀・土屋の2氏による支配の下で城の北西方の小櫃川右岸に城下町が整備された。延宝7年（1679年）、忠直の孫の土屋直樹が狂気を理由に改易されたために久留里藩は廃藩、久留里城も廃城となったが、翌8年（1680年）に上総国の望陀・市原2郡のうち2万石が上野前橋藩の酒井忠清に加増され、忠清は久留里城下の安住に陣屋を置き（安住陣屋）、同藩の上総支配の拠点とした。寛保2年（1742年）に酒井氏の上総国内の封地が上野国内ほかに移され、代わって黒田直純が上野沼田から入封して再び久留里藩が立藩され、次いで久留里城も再建された。以後、黒田氏の支配の下、明治4年（1871年）7月の廃藩置県を迎えた。廃藩後の久留里県を経て、同年11月に木更津県、明治6年（1873年）には千葉県に属する。
明治4年の廃藩後、城下町の市場村（明治元年に金ヶ崎藩に移っており、既に久留里藩治下ではない）に対して、武家屋敷地を含む旧城郭の区域が久留里（町および村は称さない）として編成された。明治22年（1889年）の町村制施行に際して、久留里市場村と久留里、および周辺12村ほかを合併して望陀郡久留里町が発足した。明治30年（1897年）、郡の統合により君津郡久留里町となった。昭和29年（1954年）に松丘村、亀山村と併合して君津郡上総町の一部、昭和45年（1970年）に君津町ほかと合併して君津郡君津町の一部、昭和46年（1971年）に同町の市制施行により君津市の一部となった。

## 経済

### 産業
農業
『大日本篤農家名鑑』によれば、久留里町の篤農家は「波多野豊司、寺田寛容、波多野松右衛門、鈴木榮吉、田中常吉、影山雄次郎、江澤峰太郎、武田俊明、吉崎紋造」などがいた。

## 名所・旧跡
- 君津市久留里城址資料館（久留里城）
- 新井白石宅地跡（一時期、久留里藩主土屋利直に仕え、安住に住んだ）

## 世帯数と人口
2017年（平成29年）10月31日現在の世帯数と人口は以下の通りである。
| 大字   | 世帯数  | 人口  |
| ------ | ------- | ----- |
| 久留里 | 120世帯 | 276人 |

## 小・中学校の学区
市立小・中学校に通う場合、学区は以下の通りとなる。
| 番地 | 小学校             | 中学校                 |
| ---- | ------------------ | ---------------------- |
| 全域 | 君津市立上総小学校 | 君津市立上総小櫃中学校 |

## 交通

### 鉄道
鉄道は久留里地内を通っていないが、久留里駅（JR東日本久留里線）を利用することができる。また駅東側にバス停「久留里駅前」（国道410号）があり、以下のバスが利用できる。
- 高速バス【アクシー号】木更津金田バスターミナル・バスターミナル東京八重洲行（東京湾アクアライン経由）
- 高速バス【カピーナ号】千葉駅行、安房鴨川駅（亀田病院）行

### 道路
- 国道410号（久留里街道）
- 千葉県道24号千葉鴨川線
- 千葉県道32号大多喜君津線

## 出身・ゆかりのある人物
- 牧野元次郎（不動貯金銀行頭取、旧久留里藩士・牧野治の長男）[6]